# Доня Врієска
45°38′ пн. ш. 17°16′ сх. д. / 45.64° пн. ш. 17.27° сх. д.
Доня Врієска (хорв. Donja Vrijeska) — населений пункт у Хорватії, у Б'єловарсько-Білогорській жупанії у складі громади Джуловаць.

## Населення
Населення за даними перепису 2011 року становило 76 осіб.
Динаміка чисельності населення поселення: